# Neolana septentrionalis
Neolana septentrionalis is een spinnensoort uit de familie Stiphidiidae. De soort komt voor in Nieuw-Zeeland.